# 世界推理作家会議
世界推理作家会議（せかいすいりさっかかいぎ、International Crime Writers Congress）は、イギリスの推理作家のジュリアン・シモンズの提唱により始まった推理作家の国際大会・国際会議である。世界推理作家大会、世界ミステリ作家会議などとされる場合もある。第1回は1975年にロンドンで開催された。

## 概要
1973年にジュリアン・シモンズが英国推理作家協会（CWA）に開催を提案。英国推理作家協会がアメリカ探偵作家クラブ（MWA）に打診し、開催が決まった。当初は3年に一度開催されていたが、第4回会議を1984年に日本で開催したいとの打診を日本推理作家協会が時期尚早として断ったため、第4回はその後だいぶ遅れて1988年に開催された。
- 第1回 - 1975年10月、イギリス ロンドン
- 第2回 - 1978年3月、アメリカ合衆国 ニューヨーク
- 第3回 - 1981年6月、スウェーデン ストックホルム
  - 第3回ではイギリス、アメリカ合衆国のほかにヨーロッパ諸国やアフリカの作家も参加し、名実ともに世界の推理作家の会議となった。日本からは夏樹静子が日本推理作家協会の代表として参加した。また、日本からは藤本泉も参加している。
  - 第3回では、前年に世界に向けて告知されたスウェーデン推理作家アカデミー主催の短編小説コンテストの結果が発表された。大賞はアメリカ合衆国の推理作家のフランク・シスクが受賞。このコンテストの優秀作品は『Crime Wave. World's Winning Crime Stories 1981』として書籍化されており、日本では『ミステリ・ウェイヴ 世界短篇コンテスト・ベスト18』（早川書房、1983年）として刊行されている。藤本泉は新たに書き下ろした短編を翻訳家に英訳してもらい、このコンテストに作品を投じている。
- 第4回 - 1988年5月9日-13日、アメリカ合衆国 ニューヨーク
  - アメリカ探偵作家クラブ会長のメアリー・ヒギンズ・クラークが取り仕切り、全体討議「今後のミステリ」（議長ジュリアン・シモンズ）など、5日間でさまざまな議題のパネルディスカッションが行われた。日本からは夏樹静子が参加。日程にはアメリカ探偵作家クラブのエドガー賞授賞晩餐会も組み込まれており、これには約1000人が参加した。

## その他の「世界推理作家会議」

### グルノーブルの世界ミステリ祭
フランス南東部のグルノーブルで1987年10月に開催された世界ミステリ祭が「世界推理作家会議」、「国際推理作家会議」と呼ばれることがある。これはミステリファンの集まる大会で、ミステリ小説・映画フェスティバルといった趣きのイベントである。
1986年まではフランス北部のランスで国内規模のミステリ祭として開催されていたが、1987年には場所をグルノーブルに移して国際大会とされた。1987年の大会ではスペインのマヌエル・バスケス・モンタルバン、マルティン・ベックシリーズで知られるスウェーデンのマイ・シューヴァル、ソビエト連邦のユリアン・セミョーノフ、日本の松本清張など世界の約30名の作家が招待され参加している。フランスの推理作家ではレオ・マレ（Léo Malet）やA.D.G.が参加した。

### 国際推理作家協会
1986年にはソビエト連邦のユリアン・セミョーノフ、メキシコのパコ・イグナシオ・タイボ二世、ウルグアイのダニエル・チャヴァリアらにより国際推理作家協会（AIEP アイープ）が設立されている。発足準備の会議ののち、第1回の理事会が1987年6月にソビエト連邦（当時）のヤルタで開かれた。議長は初代会長のユリアン・セミョーノフが務め、日本からは戸川昌子が参加した。
この国際推理作家協会の年に一度の大会・会議が「国際推理作家会議」と呼ばれることがある。2011年の大会はスイスのチューリッヒで開かれ、日本からはミステリ研究家の松坂健が参加した。